# マウリッツ・スティッレル
マウリッツ・スティッレル（Mauritz Stiller, 1883年7月17日 - 1928年11月18日）は、脚本家・映画監督。ユダヤ教徒。

## 略歴
フィンランド・ヘルシンキに、ロシア及びポーランド系の両親のもと、モーシェ・スティッレル（Moshe Stiller）として生まれる。兵役を嫌いスウェーデンに移り、サイレント映画界に身を投じる。短編映画制作から始まり、1912年にはヴィクトル・シェストレム主演の"Thomas Graals bästa barn"が高い評価を受ける。1919年に、ノーベル文学賞受賞作家のセルマ・ラーゲルレーヴ原作の映画化作品「吹雪の夜」や、ヨハンネス・リンナンコスキの小説「真紅の花の歌」をもとに『運命の焔』という映画を制作した。 1920年までには35本の映画を制作している。
また、ストックホルムの国立劇場で、グレタ・グスタフソンという若い女優に出会い、彼女にグレタ・ガルボという名前を与えて『イエスタ・ベルリングの伝説』に起用した。以来、彼女のよき助言者となっただけでなく、1925年にハリウッドに招かれメトロ・ゴールドウィン・メイヤーと契約した際には強引な売り込みで彼女とも契約させた（当時のガルボに対してハリウッドは「太っていて不細工だ」などと批判的であった）。
しかし、ハリウッドに移ったものの、そのシステムに馴染めず、ガルボ主演の映画『明眸罪あり』（1926年）の撮影中に契約破棄となる。その後、すぐにFamous Players-Lasky Corporation（パラマウント映画の前身）と契約し、数本の映画を成功させるが、再びスタジオと衝突して1927年にスウェーデンに戻った。スティッレルは翌年に胸膜炎で亡くなったが、その功績が認められ、ハリウッド・ウォーク・オブ・フェームに彼の星がある。
ガルボとの恋愛関係を疑われたこともあったが、ゲイであったと言われている。

## 監督作品リスト
- 吹雪の夜  -Herr Arnes pengar (1919年)
- 運命の焔  -Sången om den eldröda blomman (1919年)
- 呪の絆  -Fiskebyn (1920年)
- イエスタ・ベルリングの伝説 -Gösta Berlings saga (1924年)
- 帝国ホテル -Hotel Imperial (1926年)
- 罪に立つ女 -Barbed Wire  (1927年)
- 罪の街 -Street of Sin (1928年)